# 92–94 Cadzow Street

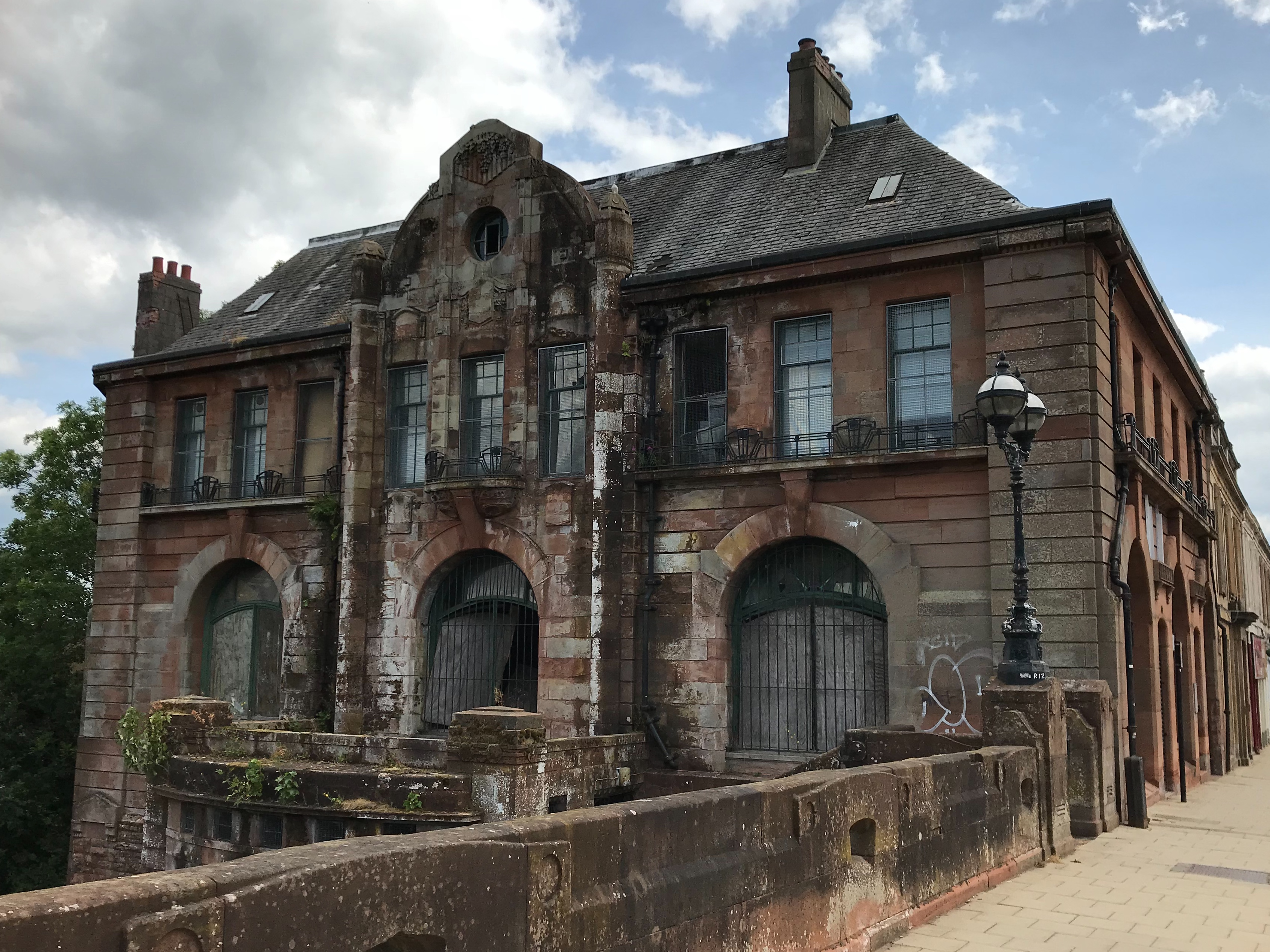
92–94 Cadzow Bridge

Unter der Adresse 92–94 Cadzow Street in der schottischen Stadt Hamilton in der Council Area South Lanarkshire findet sich ein Wohn- und Geschäftsgebäude. 1979 wurde das Bauwerk in die schottischen Denkmallisten in der höchsten Denkmalkategorie A aufgenommen. Des Weiteren bildet es zusammen mit der Cadzow Bridge und zwei umliegenden Gebäuden ein Denkmalensemble der Kategorie A.
Im Jahre 2002 wurde das Gebäude in das Register gefährdeter denkmalgeschützter Bauwerke in Schottland aufgenommen. Sein Zustand wurde 2013 als schlecht bei gleichzeitig hoher Gefährdung eingestuft.

## Beschreibung
Das Gebäude bildet den Abschluss der Cadzow Street vor der Cadzow Bridge. Es liegt oberhalb des flachen Tals des Cadzow Burn, welches die Brücke überspannt. Stilistisch prägen Motive des Jugendstils nach Wiener und Pariser Vorbild das Wohn- und Geschäftsgebäude. Es wurde im Jahre 1903 für Henry Keith, den Provost von Hamilton, erbaut und zählt damit zu den frühen Bauwerken der Moderne in Schottland. Der Bau erfolgte im Zusammenhang mit der Überarbeitung der Cadzow Bridge.
Das aus roten Steinquadern aufgebaute Gebäude weist grob einen quadratischen Grundriss auf. Auf Grund seiner Lage am Hang, sind straßenseitig nur zwei Stockwerke sichtbar. Da das Gebäude jedoch im Tal gründet, befinden sich darunter noch vier flachere Etagen. Unterhalb der Brücke ist das Mauerwerk bossiert. Straßenseitig ist das Erdgeschoss mit drei rundbögigen Öffnungen mit Schlusssteinen, zwei Schaufenster und eine Torzufahrt, gestaltet. Ein fein gearbeitetes Gittertor verschließt die Zufahrt. Zwischenliegend befinden sich Eingangstüren mit flachen Segmentbögen. Unterhalb der fünf länglichen Fenster im Obergeschoss verläuft ein kleiner Balkon, der mit einer Eisenbrüstung abschließt, deren Gestaltung an das spätere Art déco erinnert.
Talseitig sind die oberen Geschosse ähnlich der Straßenseite mit Rundbögen und länglichen Sprossenfenstern gestaltet. Mittig tritt ein Bauteil elliptisch heraus, der bis auf den Grund fortgeführt ist. Er schließt mit einem Balkon etwas unterhalb des Brückenniveaus, der über eine Treppe entlang der Fassade von der Brücke aus zugänglich ist. Die darunterliegenden Stockwerke sind deutlich schlichter gestaltet. Das Gebäude schließt mit einem schiefergedeckten Plattformdach mit Backsteinkaminen.